# Lamborghini Urus
La Lamborghini Urus est un véhicule de type SUV du constructeur automobile italien Lamborghini. Dévoilée le 4 décembre 2017, puis exposée au Salon international de l'automobile de Genève 2018, elle est produite à partir de mars 2018.

## Présentation
Le Lamborghini Urus est le premier SUV de la marque au taureau, si l'on excepte le LM 002 qui est un tout-terrain (et non un SUV) produit à la fin des années 1980. Lamborghini entre ainsi dans le cercle des constructeurs de luxe qui ont ajouté un SUV dans leur gamme, comme Porsche avec le Cayenne, Maserati avec le Levante, Bentley avec le Bentayga, Rolls-Royce avec le Cullinan, et Ferrari avec le Purosangue.
Il est présenté en première mondiale, en Europe le 4 décembre 2017 dans l'usine historique Lamborghini de Sant'Agata Bolognese, puis en Asie le 12 décembre au ArtScience Muséum situé dans la Marina Bay Sands de Singapour.
Le 31 janvier 2018, l'Urus est présenté pour la première fois en France lors de l'inauguration de la nouvelle concession Lamborghini Paris (Autofficina Parigi) au pied de La Défense, par le Groupe Schumacher, en présence de Stefano Domenicali, le PDG de Lamborghini. Il est accompagné d'une Centenario, d'une Miura et de trois Huracán alignées formant le drapeau italien par leur teinte verte, blanche et rouge (mat).

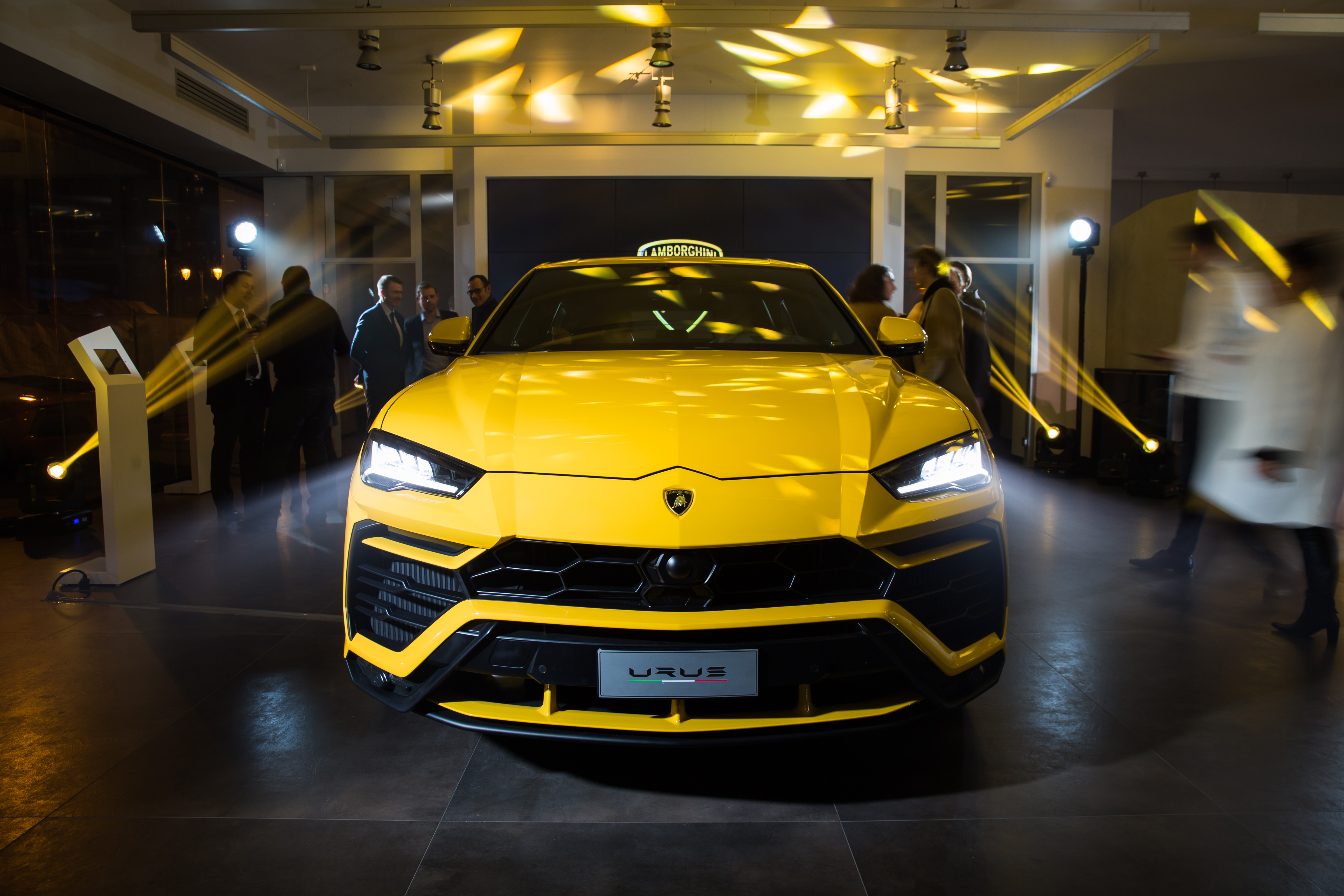
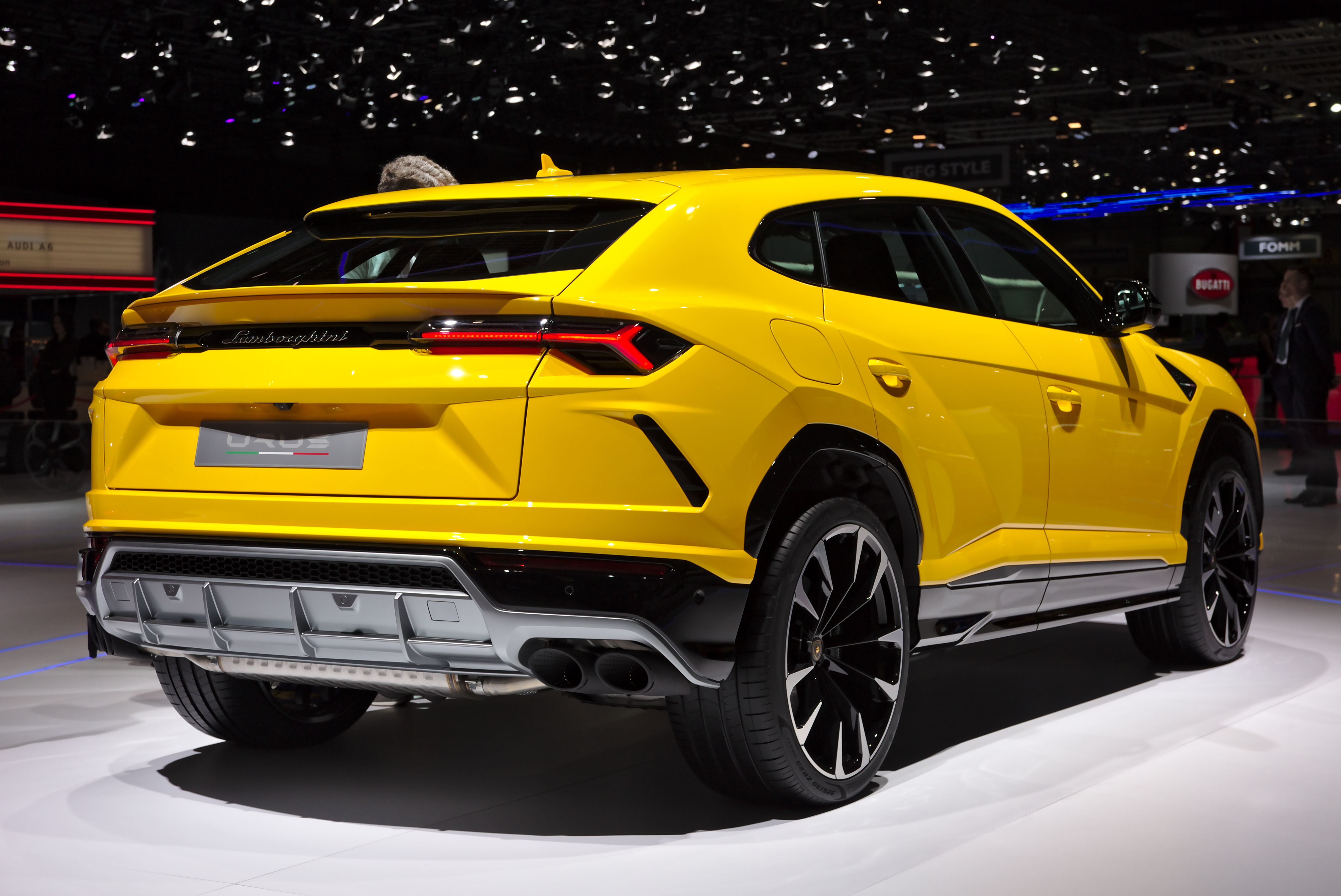

### Description
Le constructeur au taureau décrit son véhicule comme un SSUV (Super Sports Utility Vehicle), avec « des performances sans précédent », assure Stefano Domenicali, PDG de la marque. Il est commercialisé à partir du mois d'avril 2018 au tarif de 205 715 €.

### Production
Pour recevoir la production de l'Urus, et en prévision du doublement de sa production, Lamborghini a agrandi son usine de Sant'Agata Bolognese, passant de 80 000 m2 à 160 000 m2, et a embauché près de 500 personnes ; la marque au taureau prévoyant 3500 ventes de son SUV par an, à comparer à sa production totale de 3815 voitures en 2017.
Dès sa première année de production, en 2018, l'Urus s'est écoulé à 1 761 exemplaires, soit près d'un tiers des ventes totales de la marque cette année-là. Lamborghini prévoit d'augmenter la production à pleine capacité pour 2019. En juillet 2020, l'Urus atteint la barre des 10 000 exemplaires vendus, puis 15 000 un an plus tard.
Le 20 000e Urus est produit en juin 2022.

## Caractéristiques techniques
Le Lamborghini Urus est disponible en version 5-places de série ou 4-places avec 2 fauteuils séparés à l'arrière en option, avec des jantes de 21 pouces de série et jusqu'à 23 pouces en option.
Le SUV Lamborghini est construit sur la plateforme MLB Evo du groupe Volkswagen, qui est utilisée par ses cousins SUV : Audi Q7 II, Porsche Cayenne III et Bentley Bentayga. Il reçoit aussi quatre roues motrices et directrices issues de sa grande sœur la Lamborghini Aventador S, des freins carbone/céramique, des suspensions pneumatiques à hauteur variable, un antiroulis actif et un différentiel arrière avec torque vectoring (fonction qui augmente le couple sur la roue arrière située à l'extérieur du virage). L'Urus est près de 47 cm plus haut que les autres modèles de la gamme Lamborghini.

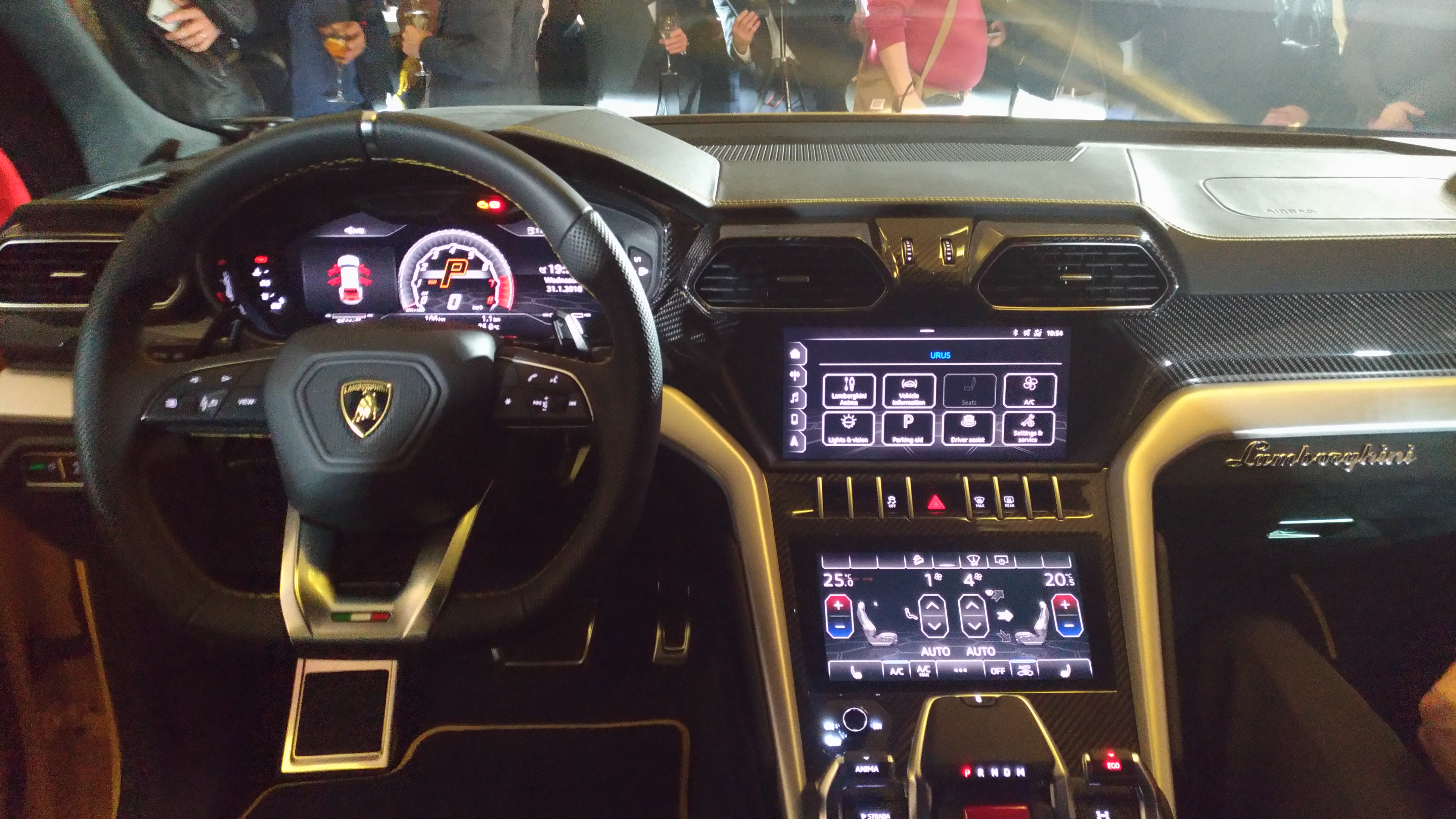
Planche de bord de l'Urus.

Comme les autres modèles de la marque au taureau, l'Urus permet de choisir un mode de conduite via le sélecteur ANIMA (Adaptive Network Intelligence Management). Les modes disponibles sont Strada (route), Sport, Corsa (course), Terra (terre), et Neve (neige). Mais l'Urus ajoute un mode qui lui est réservé, le mode Sabbia (sable), étant la seule Lamborghini à pouvoir s'aventurer dans les dunes. L'Urus bénéficie aussi de trois fonctions personnalisables EGO (smooth, medium, sport), pour paramétrer au mieux ses réglages préférés pour la direction, la transmission et la suspension.
L'Urus reçoit une instrumentation numérique en remplacement du bloc d'instrumentation analogique, dérivé du Virtual Cockpit de son cousin Audi, ainsi que deux écrans tactiles sur la console centrale.

### Motorisations

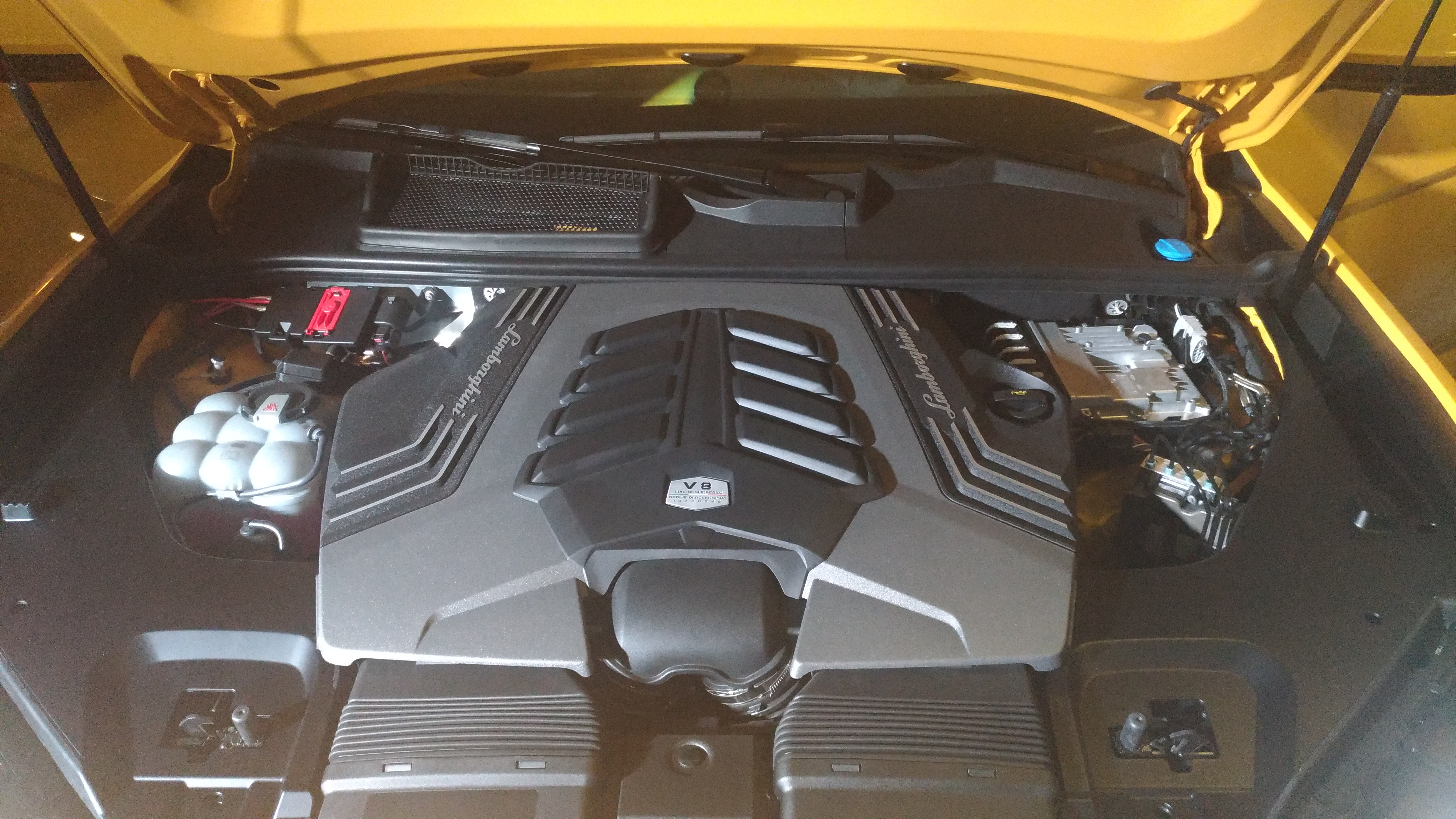
Moteur V8 650 ch.

L'Urus reçoit le V8 4.0 litres biturbo du groupe Volkswagen, qui équipe les modèles haut de gamme des Bentley et Porsche. Revu par Lamborghini, il développe 650 ch à 6 000 tr/min pour un couple maxi de 850 N m à 2 250 tr/min, et il est accouplé à une boîte automatique à 8 rapports. La distribution de la puissance se fait à 60 % sur les roues arrière. L'Urus abat le 0 à 100 km/h en 3,6 secondes et le 0 à 200 km/h en 12,8 secondes pour une vitesse maximale de 305 km/h.
|                            | Lamborghini                                              | Lamborghini                                              | Lamborghini                                              |
| Urus                       | Urus S                                                   | Urus Performante                                         |                                                          |
| -------------------------- | -------------------------------------------------------- | -------------------------------------------------------- | -------------------------------------------------------- |
| Moteur                     | 8-cylindres en V                                         | 8-cylindres en V                                         | 8-cylindres en V                                         |
| Alimentation               | Biturbo                                                  | Biturbo                                                  | Biturbo                                                  |
| Cylindrée (cm3)            | 3996                                                     | 3996                                                     | 3996                                                     |
| Puissance maximale ch (kW) | 650 (480)                                                | 666 (490)                                                | 666 (490)                                                |
| au régime de (tr/min)      | 6000                                                     | 6000                                                     | 6000                                                     |
| Couple maximal (N m)       | 850                                                      | 850                                                      | 850                                                      |
| au régime de (tr/min)      | 2250 à 4500                                              | 2250 à 4500                                              | 2300 à 4500                                              |
| Boîte de vitesses          | Automatique 8 rapports                                   | Automatique 8 rapports                                   | Automatique 8 rapports                                   |
| Transmission               | Intégrale                                                | Intégrale                                                | Intégrale                                                |
| Vitesse maximale (km/h)    | 305                                                      | 305                                                      | 305                                                      |
| 0-100 km/h (s)             | 3,6                                                      | 3,5                                                      | 3,3                                                      |
| 0-200 km/h (s)             |                                                          | 12,5                                                     | 11,5                                                     |
| Consommation (L/100 km)    | 12,7                                                     | 14,1                                                     | 14,1                                                     |
| Émissions de CO2 (g/km)    | 290                                                      | 320                                                      | 320                                                      |
| Capacité du réservoir (L)  | 75                                                       | 85                                                       | 85                                                       |
| Masse à vide (kg)          | 2200                                                     | 2197                                                     | 2150                                                     |
| Pneumatiques               | Pirelli P Zero Avant : 285/45 ZR21 Arrière : 315/40 ZR21 | Pirelli P Zero Avant : 285/45 ZR21 Arrière : 315/40 ZR21 | Pirelli P Zero Avant : 285/40 ZR22 Arrière : 325/35 ZR22 |
| Norme environnementale     | Euro 6                                                   | Euro 6                                                   | Euro 6                                                   |

## Séries spéciales
- Urus Pearl Capsule
- Urus Graphite Capsule

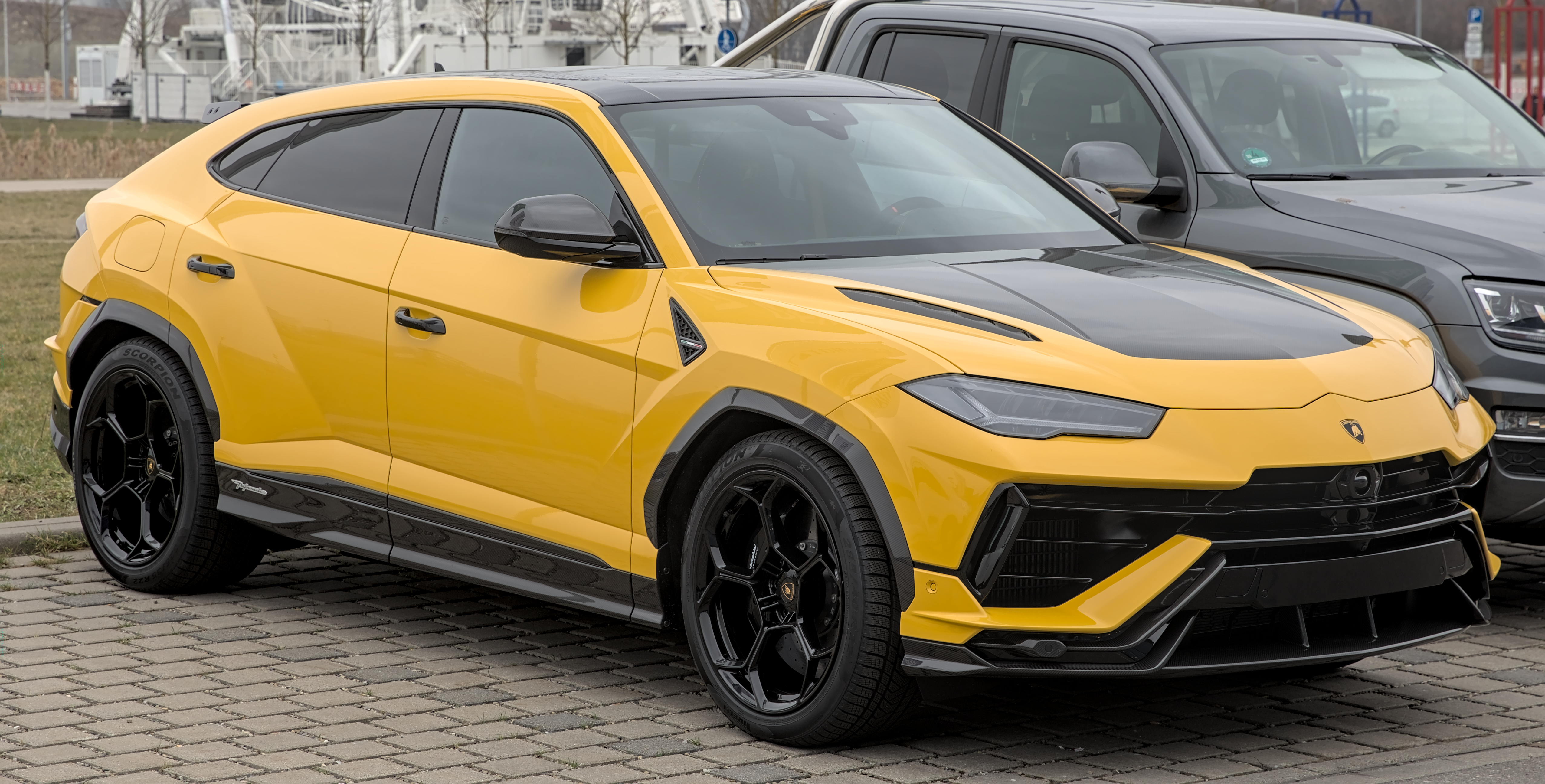
Lamborghini Urus Performante.

- Urus Performante (2022) : modifications esthétiques et techniques destinées à alléger et rendre plus performante l'Urus[19] (éléments en fibre de carbone, échappement Akrapovic en titane, voies élargies de 16 mm, caisse abaissée de 20 mm, jantes spécifiques de 22 ou 23 pouces, puissance maximale atteignant 666 ch, etc)
- Urus Performante Essenza SCV12 (2023) : limitée à 40 exemplaires et uniquement réservée aux propriétaires de Lamborghini Essenza SCV12[20].

## Concept car

### Lamborghini Urus Concept

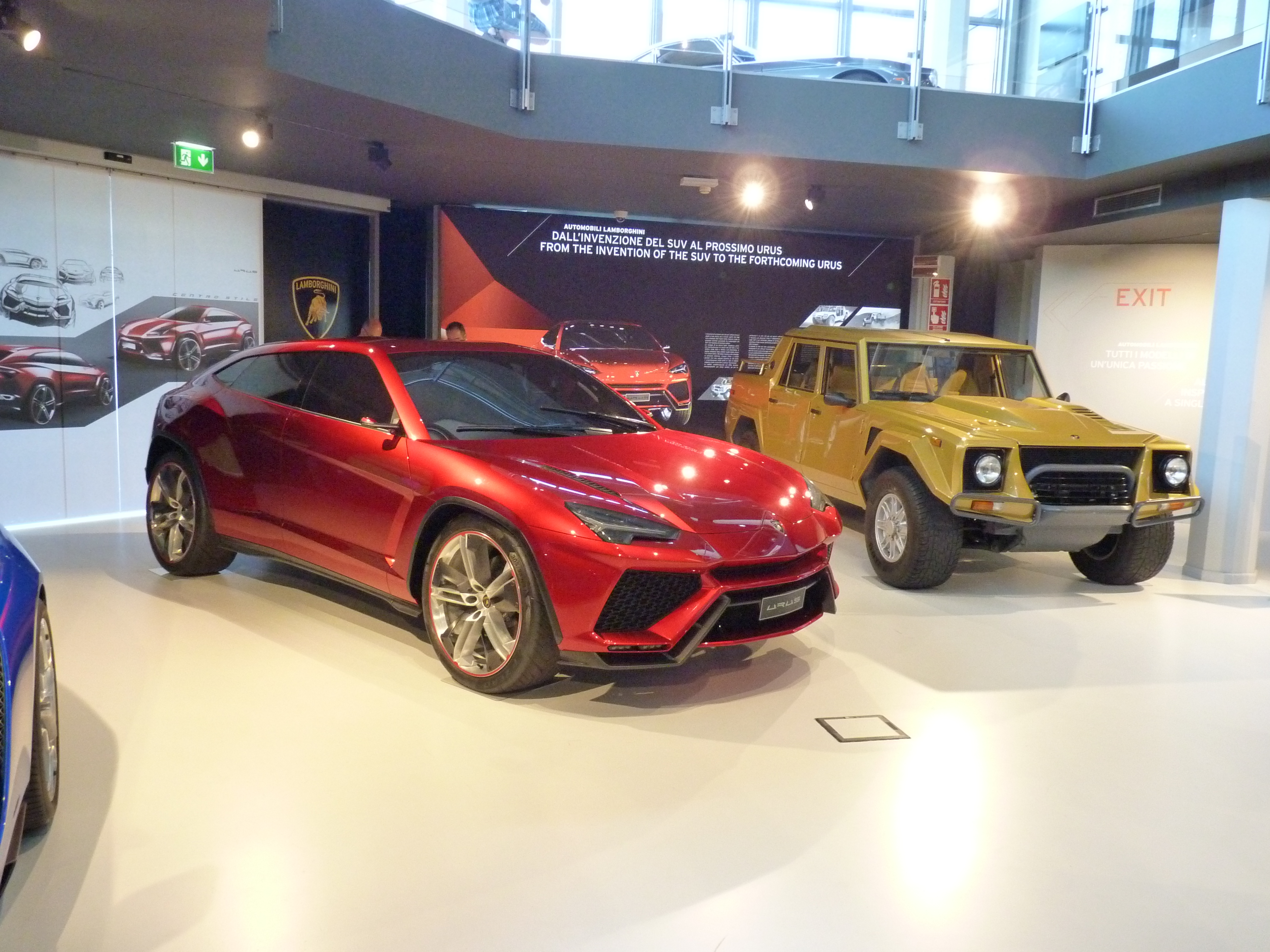
Le SUV Urus concept et le 4x4 LM002 au musée Lamborghini.

Le Lamborghini Urus est annoncé 6 ans avant sa commercialisation par le Lamborghini Urus Concept, présenté au salon automobile de Pékin le 23 avril 2012,.
Le SUV prend le nom d'une ancienne race de bovidé aujourd'hui disparue. L'Urus concept n'est pas un concept car roulant (il est dépourvu de moteur), et Lamborghini délivre peu d'information sur le moteur de la version de série mais précise que la puissance sera supérieure à 600 ch.
Le concept-car mesure 4,99 mètres de long, pour 1,99 mètre de large et surtout 1,66 mètre de haut, soit 50 cm de plus que l'Huracán : c'est la plus haute des Lamborghini. Il reçoit des jantes de 24 pouces.
En 2016, le Lamborghini Urus concept est exposé au musée Lamborghini de Sant'Agata Bolognese auprès de son aîné le LM002.

### Lamborghini Urus ST-X
En novembre 2018, Lamborghini dévoile l'Urus ST-X concept préfigurant la version course de son SUV développé par la division Lamborghini Squadra Corse. L'Urus ST-X concept reçoit le V8 biturbo de 650 ch et s'allège de 25 % par rapport à la version de série. Il est présenté dans une teinte vert mante Verde Mantis.
À partir de 2020, l'Urus ST-X va bénéficier de son propre championnat sur des circuits mixtes terre et asphalte. L'Urus ST-X est homologué par la FIA et reçoit un arceau cage, un système d’extinction d’incendie et un réservoir de carburant homologué FT3.